# Håmansmaren
Håmansmaren är några kustnära småsjöar vi Harkskär i Gävle kommun.
- Håmansmaren (nedre), 60°45′58″N 17°18′22″Ö / 60.7662°N 17.306°Ö (0,423 ha)
- Håmansmaren (mellersta), 60°45′50″N 17°18′11″Ö / 60.7639°N 17.3031°Ö (0,666 ha)
- Håmansmaren (övre), 60°45′54″N 17°18′03″Ö / 60.7649°N 17.3008°Ö (0,336 ha)